# Unfriend
Pour plus de détails, voir Fiche technique et Distribution.
Unfriend est un film dramatique philippin comonté et réalisé par Joselito Altarejos sorti en 2014. 

## Synopsis
À Manille, deux adolescents, David et Jonathan, se rencontrent sur un réseau social.

## Fiche technique
- Titre original : Unfriend
- Titre français :
- Réalisation : Joselito Altarejos
- Scénario : Zig Madamba Dulay
- Direction artistique : Lester Jacinto
- Décors :
- Costumes :
- Montage : Zigcarlo Dulay et Joselito Altarejos
- Musique : Richard Gonzales
- Photographie : Arvin Viola
- Son : Andrew Millallos
- Production : Wilson Tieng et Brillante Mendoza
- Sociétés de production : Centerstage Productions et Solar Entertainment Corporation
- Sociétés de distribution : Solar Entertainment Corporation
- Pays d’origine :  Philippines
- Budget :
- Langue : filipino
- Durée : 93 minutes
- Format :
- Genre : Film dramatique
- Dates de sortie :
- Allemagne : février 2014 (Berlinale 2014)

## Distribution
- Boots Anson-Roa
- Angelo Ilagan : Jonathan
- Sandino Martin : David

## Distinctions

### Nominations et sélections
- Berlinale 2014 : sélection « Panorama »